# بن لوری (نویسنده)
بن لوری (انگلیسی: Ben Loory؛ زادهٔ ۱۱ ژوئیه ۱۹۷۱) یک نویسنده داستان کوتاه اهل ایالات متحده آمریکا است. اولین کتاب او به نام داستان‌هایی برای شب و چندتایی هم برای روز در ژوئیه ۲۰۱۱ توسط کتاب‌های پنگوئن منتشر شد. بن لوری به عنوان فیلم‌نامه‌نویس با جودی فاستر، الکس پرویاس و مارک جانسون همکاری کرده است.